# Cambridge (Minnesota)
Cambridge è una città degli Stati Uniti d'America, situata in Minnesota, nella Contea di Isanti, della quale è anche il capoluogo.